# Kuhnhöfen
Kuhnhöfen là một xã trong huyện Westerwald bang Rheinland-Pfalz thuộc nước Đức. Xã Kuhnhöfen có diện tích km², dân số là người (31/12/2006).